# Carme Mechó i Cunillera
Carme Mechó Cunillera (Barcelona, 1929 - 24 de gener de 2021) va ser una ballarina i mestra de dansa catalana. Va ballar i va ser també docent i coreògrafa.
Filla de la pianista Carme Cunillera, als 10 anys va començar a estudiar dansa a l'acadèmia de Joan Magrinyà. El 1942, va guanyar un concurs de dansa infantil a Barcelona. Va estudiar els estudis de danses russes amb Natàlia Mirskaya i de ball espanyol amb el mestre Corones i va actuar en diversos festivals d'aquests professors. Del 1945 al 1951, va començar a ballar professionalment, primer en el cos de ball i després com a solista o primera ballarina de companyies com el Ballet de Paul Goube i Ivonne Alexander, el d'Irina Kosmowska o el d'Elsa Van Allen. També Maria Josepa Izard la demanava sovint com a primera ballarina. A finals dels anys 1940 va dansar davant la càmera i fou rotoscopiada per a la producció de la tercera pel·lícula de dibuixos animats feta a l'estat espanyol, Érase una vez.... (1950). També aquell any va actuar com a primera ballarina a la companyia Ballets de Barcelona i va actuar a Catalunya i a la majoria de capitals de província d'Espanya.
El 1951, començà a impartir classes de dansa a Sabadell i, a partir del 1952, s'hi va establir. Va impartir classes a aquesta ciutat durant quaranta anys, fins al 1992. De la seva escola en van sortir molts ballarins, que van actuar en altres ciutats de Catalunya i de l'Estat espanyol i en programes de Televisió Espanyola. Des del 1969 i gairebé fins al final de la seva carrera, va assistir a seminaris de dansa a l'estranger amb l'objectiu d'ensenyar les noves tendències als seus alumnes. El 1977, va impartir classes de ballet clàssic per al Ballet Contemporani de Barcelona dirigit per Ramon Solé. Del 1984 al 1986 col·laborà amb l'Associació d'Amics de l'Òpera de Sabadell com a coreògrafa amb el ballet de la seva escola.
També va dur a terme una intensa tasca per dignificar la professió dels ballarins. Ha estat una de les promotores de l'Associació de Professors de Dansa Acadèmica de la Província de Barcelona des del 1977, de la qual fon secretària i presidenta, com també fou presidenta el 1982 de la Federació Catalana de Professors de Dansa. Ha escrit dos mètodes de dansa que foren adoptats per la Federació Catalana de Professors de Dansa.
El 2013, l'Arxiu Històric de Sabadell va ingressar un extens fons de Mechó, compost per fotografies, filmacions, programes de mà, publicacions i documentació diversa, que abraça del 1939 al 1992.

## Obra
- Mètode de dansa clàssica
- Mètode de dansa basat en l'Escola Vaganova